# Klippan–Röstånga Järnväg
Klippan-Röstånga Järnväg (KRJ) var ett privat järnvägsaktiebolag, vars linje invigdes 1892. Ett viktigt syfte var att förenkla militära transporter till exerciplatsen i Ljungbyhed (Bonnarp). Järnvägen hade i Klippan anslutning mot Helsingborg och Hässleholm med HHJ, och från 1904 till Ängelholm med EKJ. Efter att företaget fått ekonomiska problen såldes det 1 juni 1896 till greve Fredrik Arvidsson Posse. 28 december samma år sålde han bolaget till HHJ och 1 juni 1897 tog man över driften av KRJ och förlängde denna ned till Eslöv via Röstånga, Billinge, Trolleholm och Stabbarp. Persontrafiken på banan lades ned 1961, dock kvarstod viss godstrafik till Krigsflygskolan F 5 i Ljungbyhed till 1980, då sträckan Klippan – Ljungbyhed förvärvades av Klippans kommun. 

## Museibana
Åren 1980-1992 bedrevs museitrafik av en ideell museijärnvägsförening, Klippan-Ljungbyheds Järnväg, med ångloksdragna tåg på denna sträcka. Museitrafiken upphörde då banans underhåll blev eftersatt. Kommunen hade utropat sig till ekokommun och miljöpolicyn var att inga bekämpningsmedel fick användas på kommunal mark. Banan växte gradvis igen och sliprarna ruttnade, vilket i sin tur gjorde att banunderhållet blev svårt att genomföra. Endast på sträckan Klippan-Ljungbyhed finns rälsen kvar, sträckan Ljungbyhed-Röstånga revs i juni/juli 1966. I Ljungbyhed kommer sträckan över järnvägsbron fram till den gamla järnvägsstationen (vars bangård är uppriven sedan 1990-talet) rivas under 2020 till förmån för en ny sträcka med ändplats inne på Ljungbyhed Parks område. Denna sträckan blev färdigbyggd sommaren 2024.